# 谷川明日香
谷川 明日香（たにかわ あすか、1981年11月4日 - ）は、東京都出身の元アイドル、元タレント。テレビ東京の「新・出動!ミニスカポリス」で9代目ミニスカポリスとして活躍した。

## 経歴
父の知り合いの勧めで受けたあるオーディションに応募するも、落選したことを機にタレントになることを決意。1997年、自ら応募したミスヤングマガジンで準グランプリを獲得し芸能界入り。以後もミニスカポリスなどのTVや映画、グラビア誌など多数出演した後、2004年に表舞台から退く。
2005年から2006年まで大手化粧品会社の美容部員を務めた。2006年に株式会社ラグランジュを設立し、Life&Beautyアドバイザーとして活動。

## 人物
- 血液型：A型
- 趣味：人間観察、バイク（大型二輪免許所持）
- 特技：恋愛相談、コミュニティ運営

## 主な活動

### キャンペーン・ガールなど
- 1997年 ミスヤングマガジン準グランプリ

### テレビ
- 新・出動!ミニスカポリス（テレビ東京）

### 美容家として
- mixi内の美容コミュニティ『最上級のすっぴん美人』を運営

株式会社ラグランジュ代表取締役社長　男性化粧品の開発を手がけ『オールインワンメンズケア』を開発

## 関連人物
- 川村ひかる - かつて所属していた事務所の先輩[2]。
- パイレーツ - かつて存在した2人組アイドルユニット。浅田好未とはミスヤンマガで同期だった他、西本はるかとはある雑誌のグラビアで一緒だった時からの知り合いという程、今でも交流が深い[3]。